# La Cassagne
La Cassagne (okzitanisch La Cassanha) ist ein Ort und eine südwestfranzösische Gemeinde (commune) mit 151 Einwohnern (Stand 1. Januar 2022) in der alten Kulturlandschaft des Périgord im Département Dordogne im Nordosten der Region Nouvelle-Aquitaine. Die Bewohner werden Cassagnais und Cassagnaises genannt.

## Lage
Der Ort La Cassagne liegt in einer Höhe von ca. 270 m ü. d. M. und etwa 27 Kilometer (Fahrtstrecke) nordöstlich von Sarlat-la-Canéda im Périgord Noir, nahe der Quelle des Flusses Coly. Sein Zufluss Chironde verläuft an der westlichen Gemeindegrenze. Zur Gemeinde gehören auch mehrere Einzelgehöfte.

## Bevölkerungsentwicklung
| Jahr      | 1968 | 1975 | 1982 | 1990 | 1999 | 2006 | 2012 | 2020 |
| Einwohner | 132  | 113  | 112  | 120  | 123  | 146  | 154  | 155  |

Im 19. Jahrhundert lag die Einwohnerzahl der Gemeinde meist deutlich über 500. Die Reblauskrise im Weinbau und der Verlust von Arbeitsplätzen durch die Mechanisierung der Landwirtschaft führten seitdem zu einem kontinuierlichen Bevölkerungsrückgang, der in den 1970er und 1980er Jahren seinen Tiefststand erreichte.

## Wirtschaft
Bis in die heutige Zeit spielt die Landwirtschaft die größte Rolle im Wirtschaftsleben der Gemeinde. Der hier ehedem betriebene Weinbau ist jedoch nach der Reblauskrise gegen Ende des 19. Jahrhunderts gänzlich aufgegeben worden. Tabak und Mais sind ebenfalls auf dem Rückzug – stattdessen dominieren Wälder, Felder und Weiden, aber auch Walnuss-, Esskastanien- und Obstbäume die Region. Auch Gänseleberpastete und Trüffel zählen zu den regionalen Spezialitäten. Einige leerstehende Häuser werden als Ferienwohnungen (gîtes) vermietet.

## Geschichte
In mittelalterlichen Urkunden wird der Ort als la Cassaigne (1251), Cassanea (1320) und zuletzt als Cassanha (1365) bezeichnet. Die Kirche gehörte zu einem Priorat der Abtei von St-Amand-de-Coly; Teile des Ortes gehörten wahrscheinlich zu einer Komturei des Templerordens, dessen Besitz nach seiner Auflösung in den Jahren 1307–1312 auf den Johanniterorden überging. Auch die Grundherren (seigneurs) des Hauses Domme nahmen zeitweise Einfluss auf die Geschicke des Ortes.

## Sehenswürdigkeiten

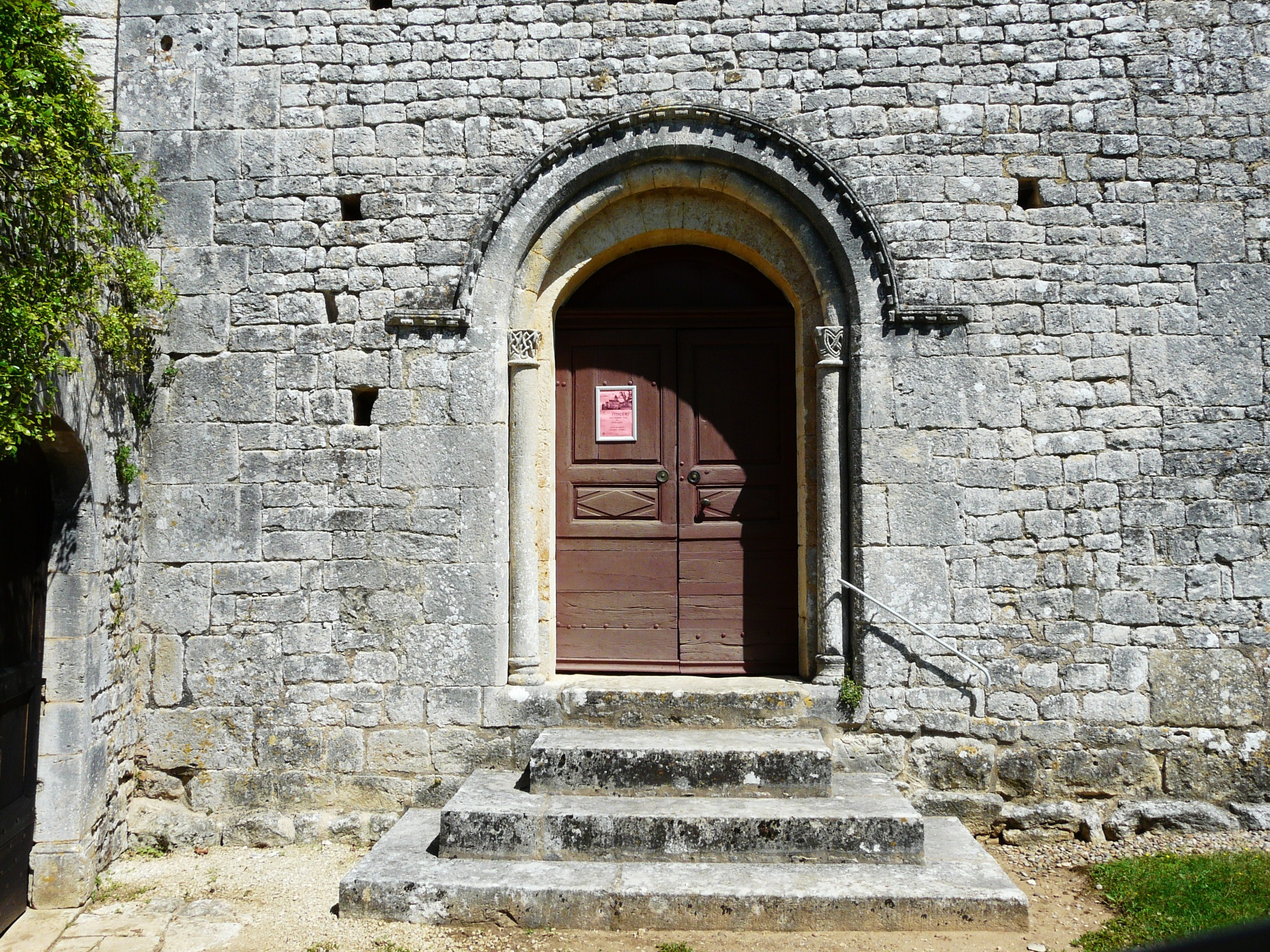
Westportal der Kirche

- Die einschiffige Pfarrkirche Saint-Barthélemy  war ursprünglich eine Prioratskirche der Abtei von Saint-Amand-de-Coly. Der Bau stammt aus dem 12. Jahrhundert, wurde jedoch nach dem Hundertjährigen Krieg (1337–1453) umgestaltet, so dass nur noch die Apsis, das erhöht liegende Westportal mit zwei romanischen Kapitellen und die nördliche Langhauswand original erhalten sind. Die Südseite des Langhauses wurde um das Jahr 1600 geöffnet und um ein Seitenschiff erweitert. Das Kirchenbauwerk wurde im Jahr 1936 als Monument historique[1] klassifiziert.
- Nahe bei der Kirche befindet sich das mit Steinschindeln (lauzes) gedeckte Pfarrhaus (presbytère), welches um 1600 – möglicherweise unter Wiederverwendung der Steine aus dem Abriss der ehemaligen Nebengebäude des aufgelösten Priorats – entstand. Es zeichnet sich aus durch einen runden Treppenturm sowie durch zwei barocke Lukarnen und ist ebenfalls seit 1936 als Monument historique[2] klassifiziert.
- Auf dem ehemaligen Friedhof steht ein Steinkreuz mit achteckigem Schaft, in dessen um 90° gedrehten Mittelstein die Buchstaben MARIA zu sehen sind. Es wird ins 16. Jahrhundert datiert und ist seit 1926 als Monument historique[3] eingeschrieben.
- Nahe beim Ort steht eine ehemalige Zehntscheune (grange dimière) aus dem 12. und 15. Jahrhundert, die heute als privates Wohnhaus genutzt wird. Das Bauwerk wird mit dem Templerorden in Verbindung gebracht und ist seit 1980 als Monument historique[4] eingeschrieben.
- Nahebei steht ein Taubenhaus (pigeonnier), welches zu einem verschwundenen Schloss (château) oder Herrensitz (manoir) gehört haben muss.

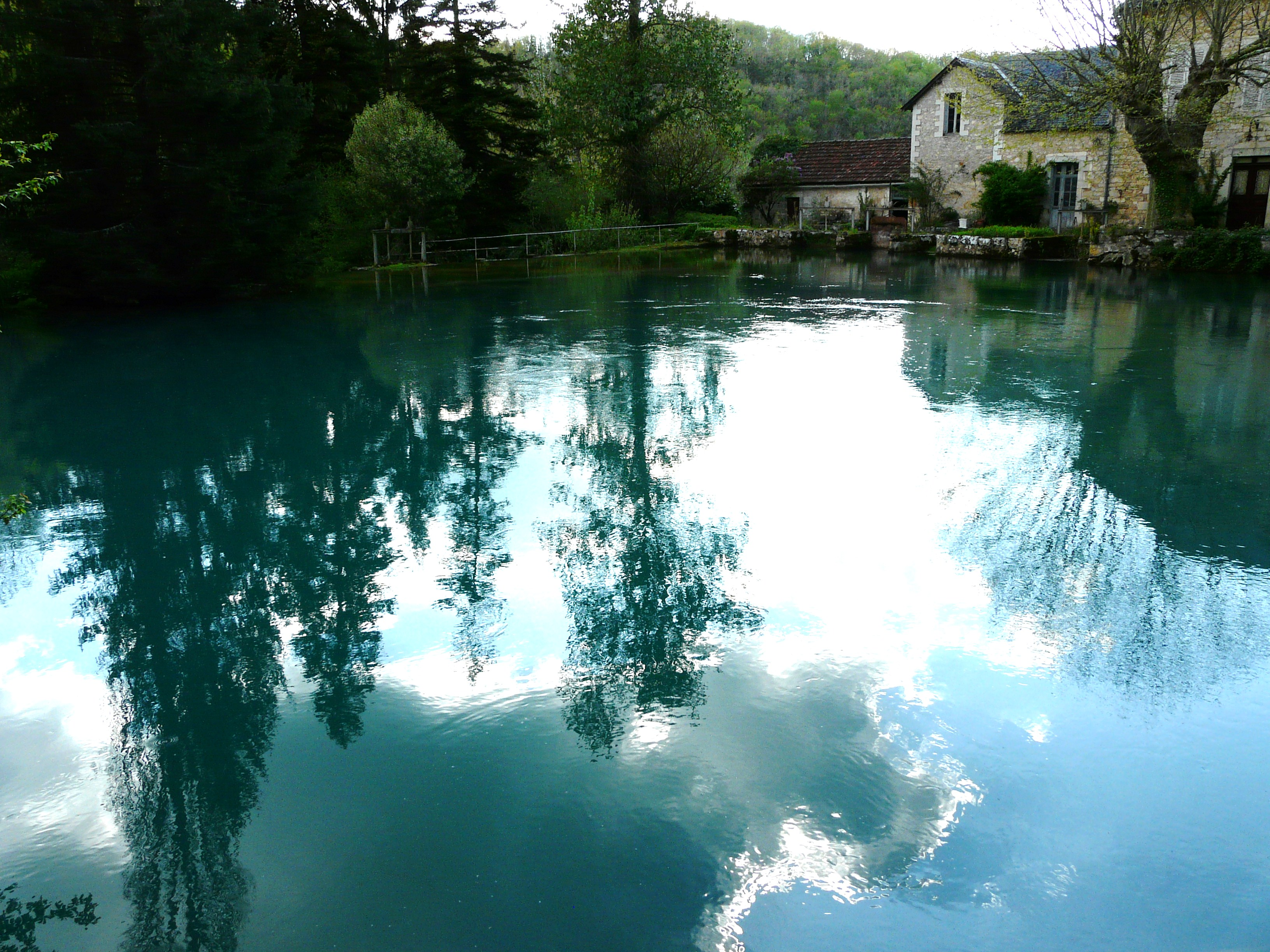
Quelltopf des Coly mit ehemaliger Mühle

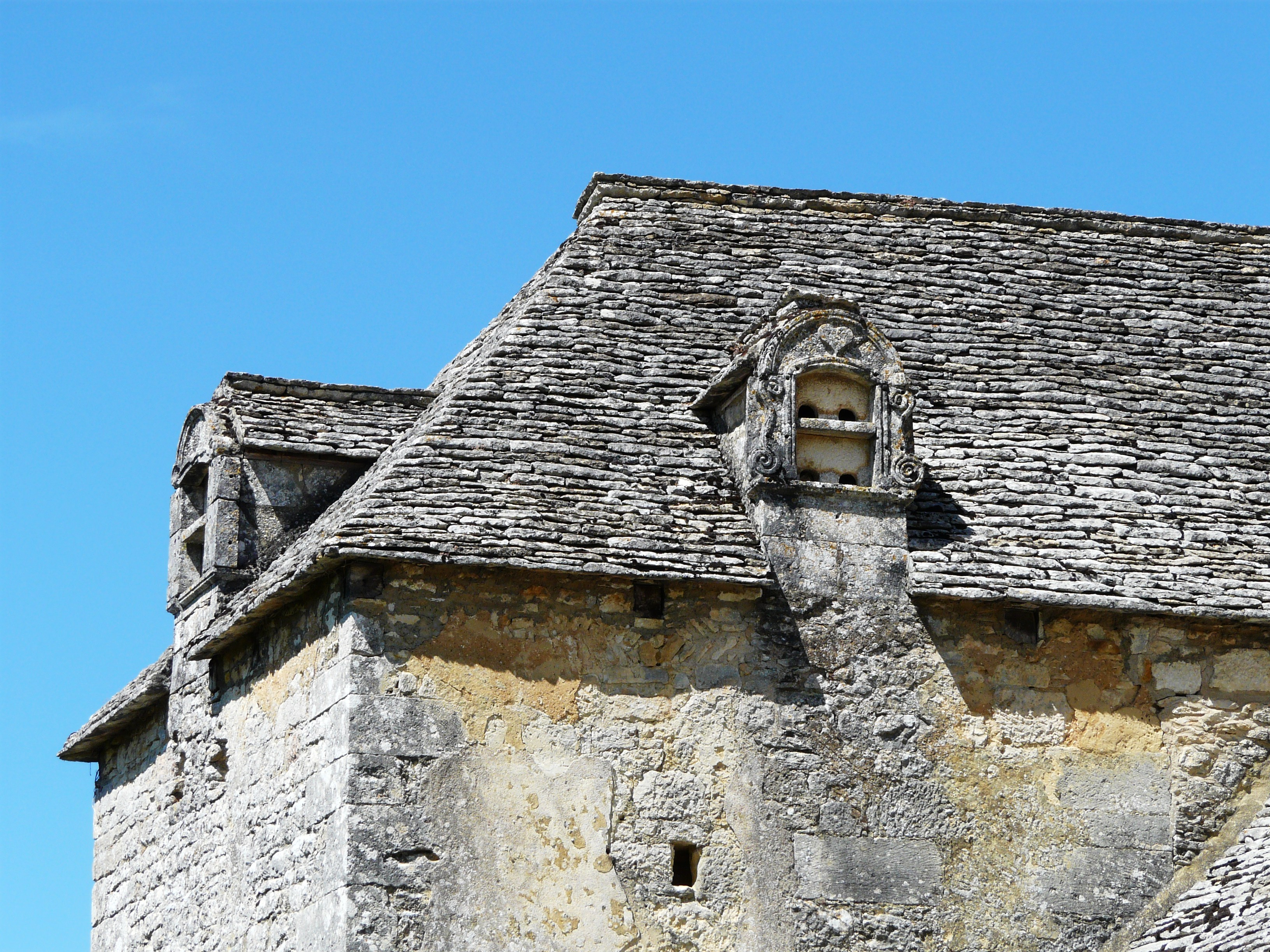
Pfarrhaus mit Lukarnen
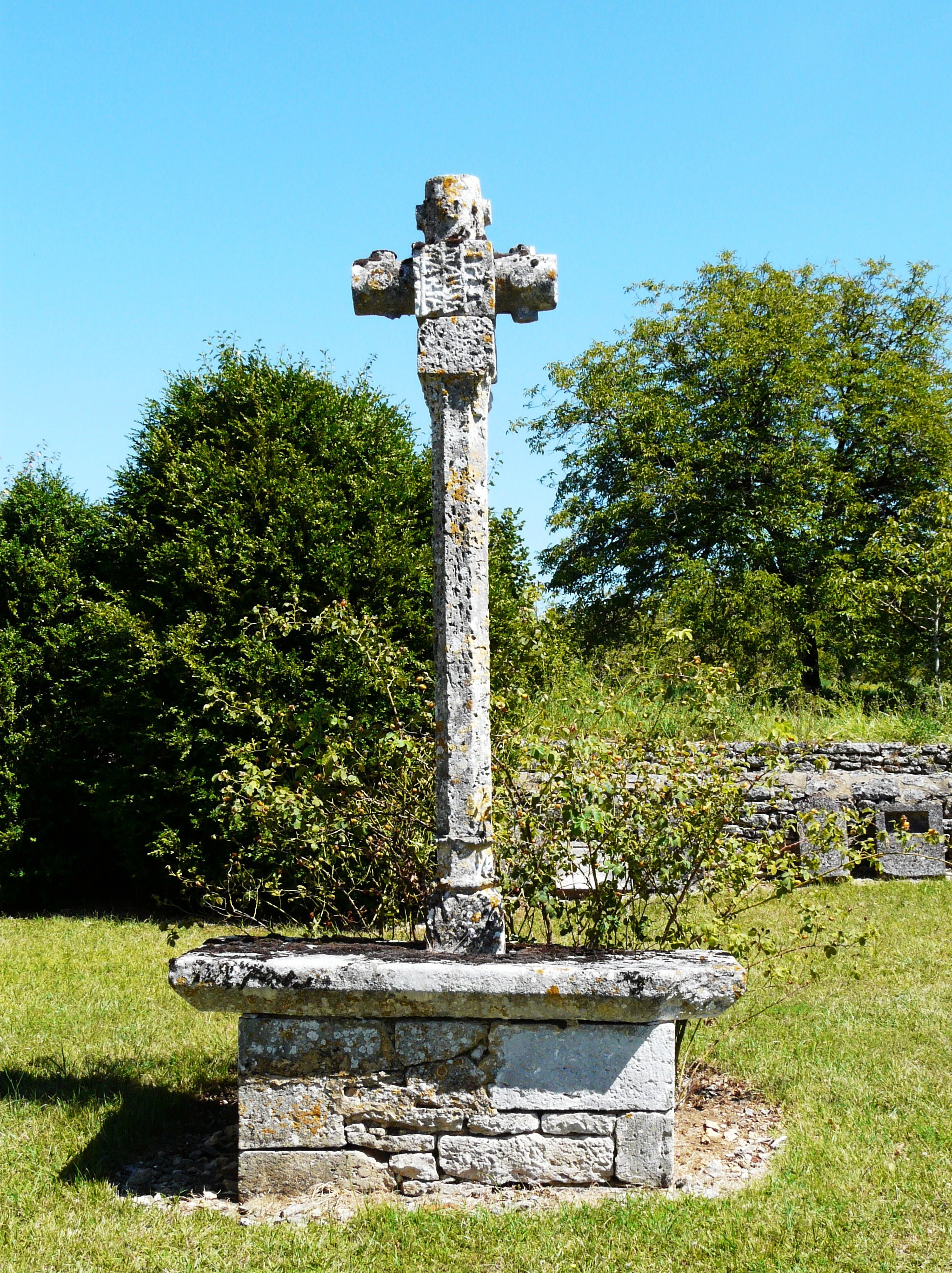
Steinkreuz
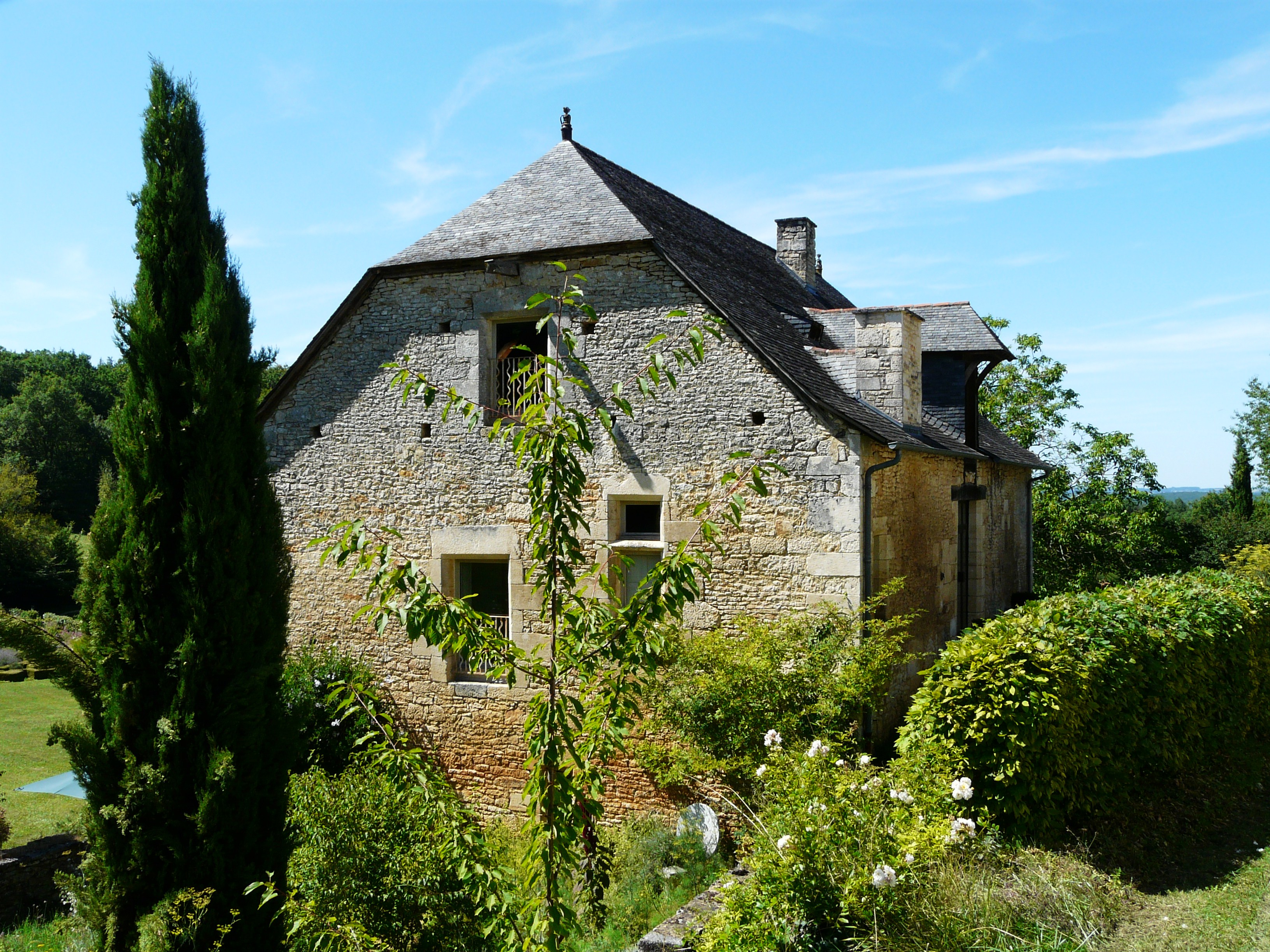
Ehemalige Zehntscheune
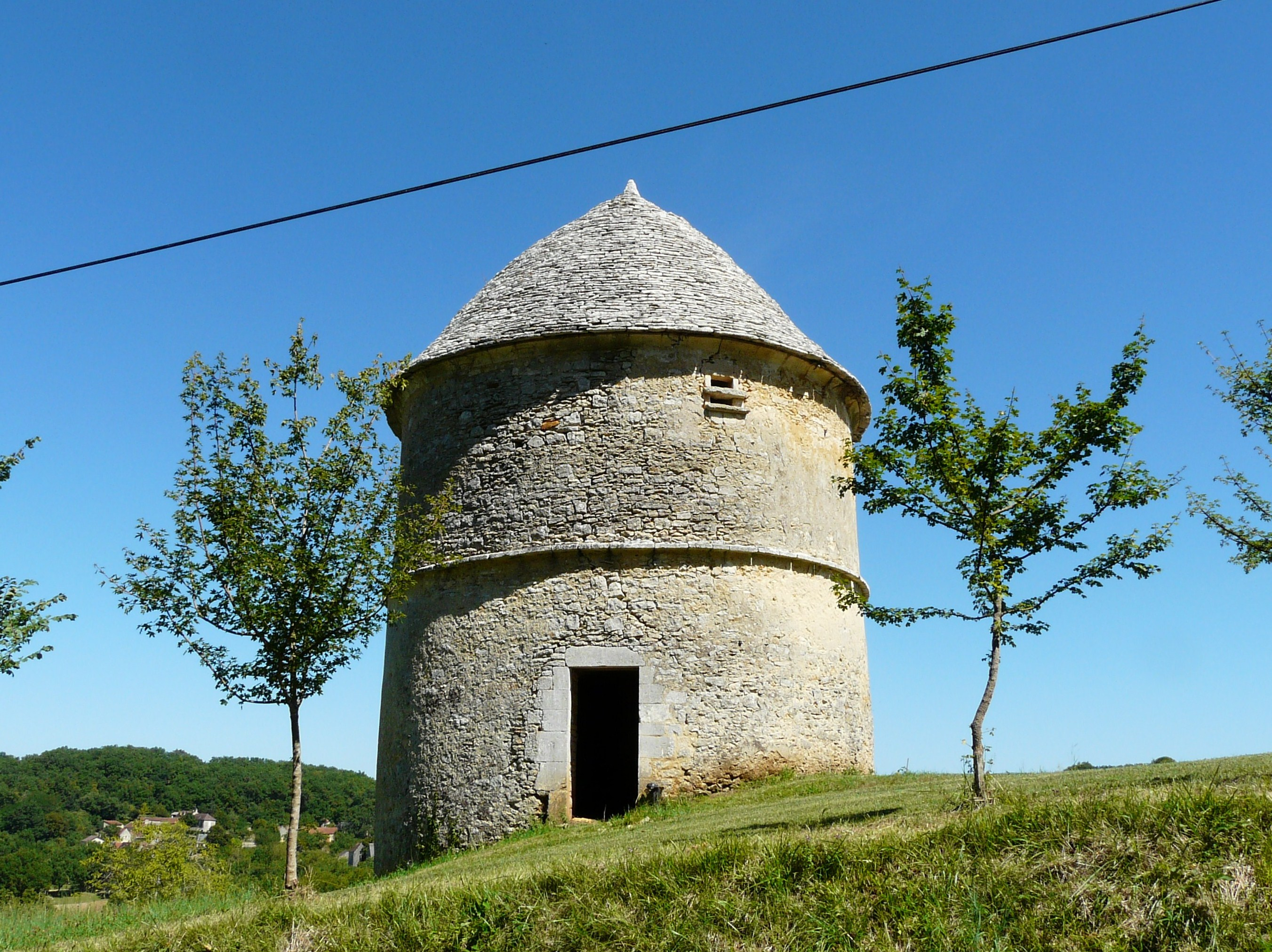
Taubenhaus

Umgebung
- Der Quelltopf des Flusses Coly mit seinem Durchmesser von ca. 170 m und seiner Tiefe von etwa 10 m gehört zu den meistbesuchten Attraktionen im Norden des Gemeindegebiets.

## Persönlichkeiten
- Christine Deviers-Joncour (* 1947), die Geliebte des in den 1980er und 1990er Jahren in den Elf-Aquitaine-Skandal verwickelten ehemaligen französischen Außenministers Roland Dumas (1922–2024), wurde in La Cassagne geboren.